# Perevissea, Turiisk
Perevissea (în ucraineană Перевісся) este un sat în comuna Mîleanovîci din raionul Turiisk, regiunea Volînia, Ucraina.

## Demografie
Componența lingvistică a localității Perevissea
     Ucraineană (100%)
Conform recensământului din 2001, toată populația localității Perevissea era vorbitoare de ucraineană (100%).